# ایزک ۲۰
ایزک ۲۰ (انگلیسی: ISEQ 20) شاخص بازار بورس ایرلند است، که در سال ۲۰۰۴ راه‌اندازی شد و هم‌اکنون از ۲۰ شرکت دارای بالاترین میزان ارزش بازار سرمایه، تشکیل می‌شود.